# Kimberly-Clark
Kimberly-Clark Corporation là một tập đoàn chăm sóc cá nhân đa quốc gia của Mỹ, chuyên sản xuất các sản phẩm tiêu dùng chủ yếu dựa trên giấy. Các sản phẩm tên thương hiệu Kimberly-Clark bao gồm giấy lau mặt Kleenex, sản phẩm vệ sinh phụ nữ Kotex, giấy vệ sinh Cottonelle, Scott và Andrex, khăn lau tiện ích Wypall, khăn lau sạch cho khoa học KimWipes và tã dùng một lần và khăn lau em bé Huggies.
Được thành lập tại Neenah, Wisconsin, vào năm 1872 và có trụ sở tại Irving, Texas, từ năm 1985, công ty có khoảng 42.000 nhân viên. Công ty con tại Anh nắm giữ Royal Warrant từ cả Nữ hoàng Elizabeth II và Charles, Hoàng tử xứ Wales. Kimberly-Clark cũng được liệt kê trong các công ty Fortune 500. Các công ty con của nó bao gồm Kimberly-Clark Professional.

## Lịch sử

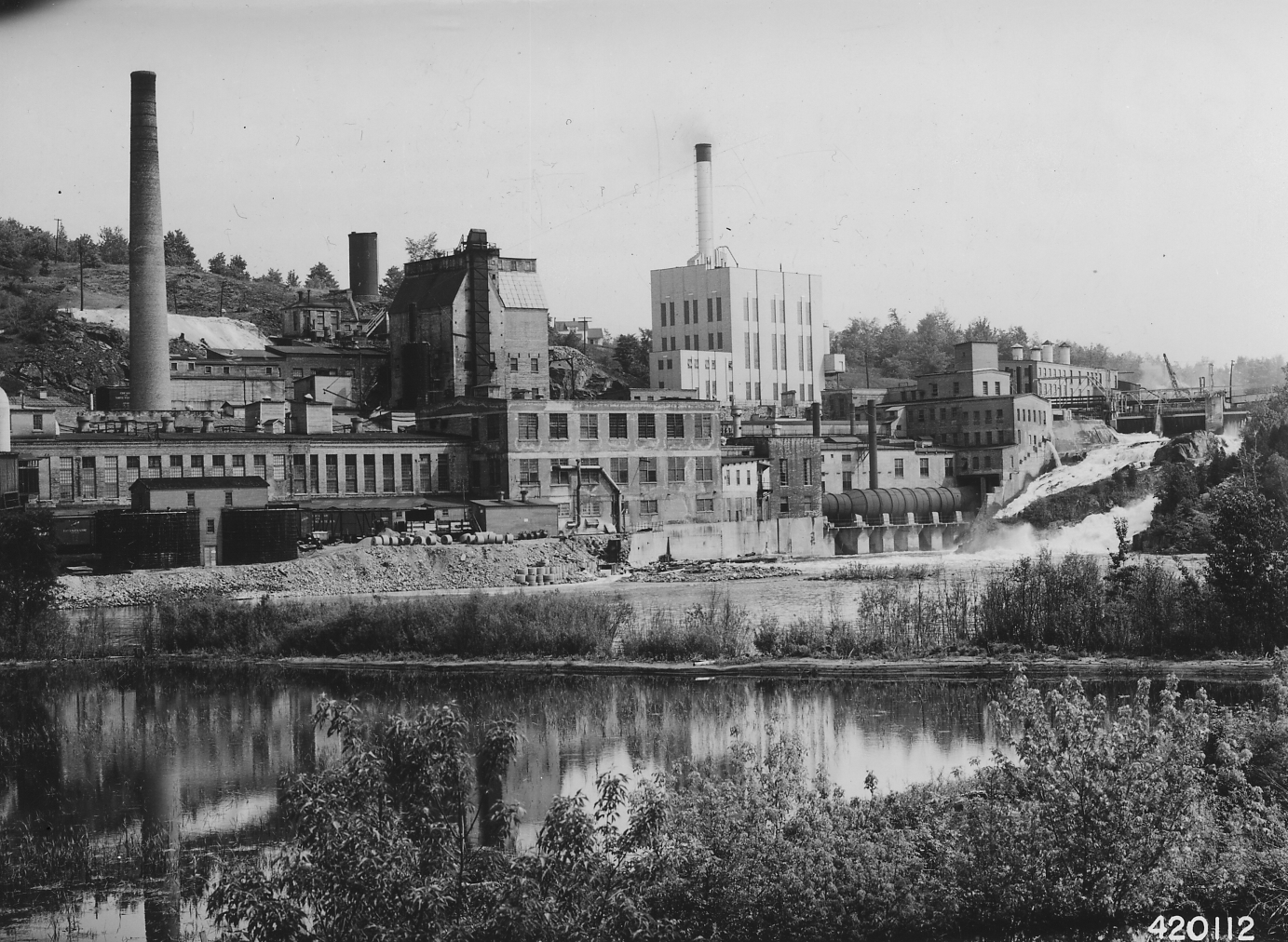
Nhà máy giấy Kimberly-Clark ở Niagara, Wisconsin, 1942

Kimberly, Clark and Co. được thành lập vào năm 1872 bởi John A. Kimberly, Havilah Babcock, Charles B. Clark và Franklyn C. Shattuck ở Neenah, Wisconsin, với 42.000 đô la (tương đương US$1.025.967 năm 2022) tiền vốn. Hoạt động kinh doanh đầu tiên của tập đoàn là vận hành các nhà máy giấy, tập thể đã mở rộng trong suốt nhiều thập kỷ sau đó. Năm 1888, công ty còn non trẻ phải đối mặt với một trở ngại đáng kể khi nó nhà máy bột giấy "Atlas" bị đốt cháy vào năm 1888, tuy nhiên thông qua một nỗ lực mở rộng bằng cách lao động và quản lý, trong vòng 5 tháng nhà máy được xây dựng lại và sản xuất với công suất lớn hơn. Trong cùng năm đó, công ty bắt đầu mở rộng nhanh chóng, mua đất ở một thị trấn sau đó được gọi là The Cedars để xây dựng một nhà máy bột giấy mới được thiết kế bởi kiến trúc sư nhà máy giấy nổi tiếng DH &amp; AB Tower. Năm 1889, thị trấn được đổi tên thành Kimberly theo tên của John A. Kimberly. Công ty cũng sẽ ký hợp đồng với công ty để mở rộng tổ hợp bột giấy sunphit rộng lớn ở Appleton, Wisconsin, cho phép công ty trở thành công ty đầu tiên ở phía tây Pennsylvania áp dụng quy trình sản xuất cải tiến này. Công ty đã phát triển bông vải bông vào năm 1914, một chất thay thế bông được Quân đội Hoa Kỳ sử dụng làm bông phẫu thuật trong Thế chiến thứ nhất. Các y tá quân đội đã sử dụng miếng bông tế bào làm băng vệ sinh dùng một lần, và sáu năm sau, công ty đã giới thiệu Kotex, sản phẩm vệ sinh phụ nữ dùng một lần đầu tiên. Kleenex, khăn tay dùng một lần, được giới thiệu sau đó vào năm 1924. Kimberly & Clark đã hợp tác với Thời báo New York vào năm 1926 để xây dựng một nhà máy in báo ở Kapuskasing, Ontario, Canada. Hai năm sau, công ty được đưa lên sàn chứng khoán với tên Kimberly-Clark.
Công ty mở rộng ra quốc tế trong những năm 1950, mở các nhà máy ở México, Tây Đức và Vương quốc Anh. Nó bắt đầu hoạt động tại 17 địa điểm nước ngoài trong những năm 1960.    Công ty đã thành lập Midwest Express Airlines từ bộ phận bay của công ty vào năm 1984. Trụ sở chính của Kimberly-Clark chuyển từ Neenah, Wisconsin đến Irving, Texas vào năm sau, mặc dù các sản phẩm của nó vẫn được sản xuất tại Neenah. Dưới sự lãnh đạo của Darwin Smith với tư cách là CEO từ năm 1971 đến năm 1991, công ty đã được chuyển đổi từ một công ty giấy kinh doanh thành một công ty sản phẩm giấy tiêu dùng.
Năm 1991, Kimberly-Clark và Công ty Thời báo New York đã bán nhà máy giấy thuộc sở hữu chung của họ ở Kapuskasing, Ontario. Kimberly-Clark đã liên doanh với Descartables Argentinos SA có trụ sở tại Buenos Aires để sản xuất các sản phẩm chăm sóc cá nhân tại Argentina vào năm 1994  và cũng đã mua mảng sản phẩm vệ sinh phụ nữ của VP-Schickyanz (Đức) với giá 123 triệu đô la  và 90 % cổ phần của Handan Comfort and Beauty Group (Trung Quốc).
Kimberly-Clark đã mua Scott Paper vào năm 1995 với giá 9,4 tỷ USD. Năm 1997, Kimberly-Clark đã bán 50% cổ phần của mình tại Scott Paper của Canada cho công ty lâm sản Kruger Inc.  và mua các công ty kinh doanh tã ở Tây Ban Nha và Bồ Đào Nha  và nhà sản xuất mặt nạ phẫu thuật dùng một lần Tecnol Medical Products. Tăng cường sự hiện diện của mình tại Đức, Thụy Sĩ và Áo, năm 1999, công ty đã trả 365 triệu đô la cho việc kinh doanh giấy ăn của Attisholz Holding có trụ sở tại Thụy Sĩ. Mở rộng các sản phẩm y tế của mình, công ty đã mua Ballard Medical Products vào năm 1999 với giá 774 triệu đô la  và nhà sản xuất găng tay kiểm tra Safeskin vào năm 2000 với giá khoảng 800 triệu đô la.
Cũng trong năm 2000, công ty đã mua gần như toàn bộ Tập đoàn SK của Đài Loan; Động thái này đã khiến Kimberly-Clark trở thành một trong những nhà sản xuất hàng hóa đóng gói lớn nhất tại Đài Loan. Công ty này sau đó đã mua Taiwan Scott Paper Corporation với giá khoảng 40 triệu đô la và sáp nhập hai công ty, tạo thành Kimberly-Clark Đài Loan. Năm 2001, Kimberly-Clark đã mua hãng sản xuất tã Linostar của Ý và tuyên bố sẽ đóng cửa bốn nhà máy sản xuất ở Mỹ Latinh.
Năm 2002, Kimberly-Clark đã mua cổ phần của đối thủ Amcor chuyên đóng gói bằng giấy trong một liên doanh của Úc. Năm 2003, Kimberly-Clark đã pháp triển hoạt động kinh doanh giấy ăn tiêu dùng toàn cầu bằng cách mua lại nhà sản xuất giấy ăn Klucze của Ba Lan.
Đầu năm 2004, chủ tịch và giám đốc điều hành Thomas Falk đã bắt đầu thực hiện kế hoạch kinh doanh toàn cầu mà công ty đã nêu chi tiết vào tháng 7/2003. Công ty đã kết hợp các nhóm Bắc Mỹ và Châu Âu chuyên về chăm sóc cá nhân và giấy ăn người tiêu dùng thuộc các nhóm Bắc Đại Tây Dương. Năm 2019, CEO Thomas Falk đã từ chức nhưng tiếp tục làm chủ tịch hội đồng quản trị của công ty. COO Michael D. Hsu trở thành CEO sau khi Falk nghỉ hưu.
Công ty TNHH Kimberly-Clark Việt Nam: Số 32 Đại Lộ Hữu Nghị, Khu Công Nghiệp Việt Nam – Singapore, P. Bình Hòa, TP. Thuận An, T. Bình Dương, Việt Nam.

## Quyền sở hữu
Cổ phiếu Kimberly-Clark chủ yếu được nắm giữ bởi các nhà đầu tư tổ chức (Vanguard group, BlackRock, State Street Corporation và những nhà đầu tư khác).

## Mối quan hệ với Midwest Airlines
Nguồn gốc của Midwest Airlines có thể được bắt nguồn từ năm 1948, khi Kimberly-Clark mở bộ phận bay của công ty và bắt đầu cung cấp vận chuyển hàng không cho các giám đốc điều hành của công ty và các kỹ sư giữa trụ sở của công ty ở Neenah và các nhà máy giấy của nó.
Năm 1969, K-C Aviation được sinh ra từ các hoạt động hàng không của công ty, và được dành riêng cho việc bảo trì máy bay của công ty. Năm 1982, K-C Aviation khởi xướng các chuyến bay đưa đón cho nhân viên Kimberly-Clark giữa Appleton, Memphis và Atlanta. Với kinh nghiệm này và xem xét Đạo luật bãi bỏ hàng không năm 1978, Kimberly-Clark và K-C Aviation đã thành lập một hãng hàng không hành khách thường xuyên theo lịch trình, Midwest Express Airlines, được thành lập vào ngày 11 tháng 6 năm 1984. Tên của hãng hàng không đã được rút ngắn thành Midwest Airlines vào năm 2003.
K-C Aviation đã thoái vốn khỏi hãng hàng không vào năm 1996. Hai năm sau, Công ty hàng không vũ trụ vùng Vịnh đã mua KC Hàng không từ Kimberly-Clark với giá 250 triệu USD, bao gồm các hoạt động tại các sân bay ở Dallas, Appleton và Westfield, Massachusetts.